# Bildstock (Diebach; Nähe Diebacher Straße)

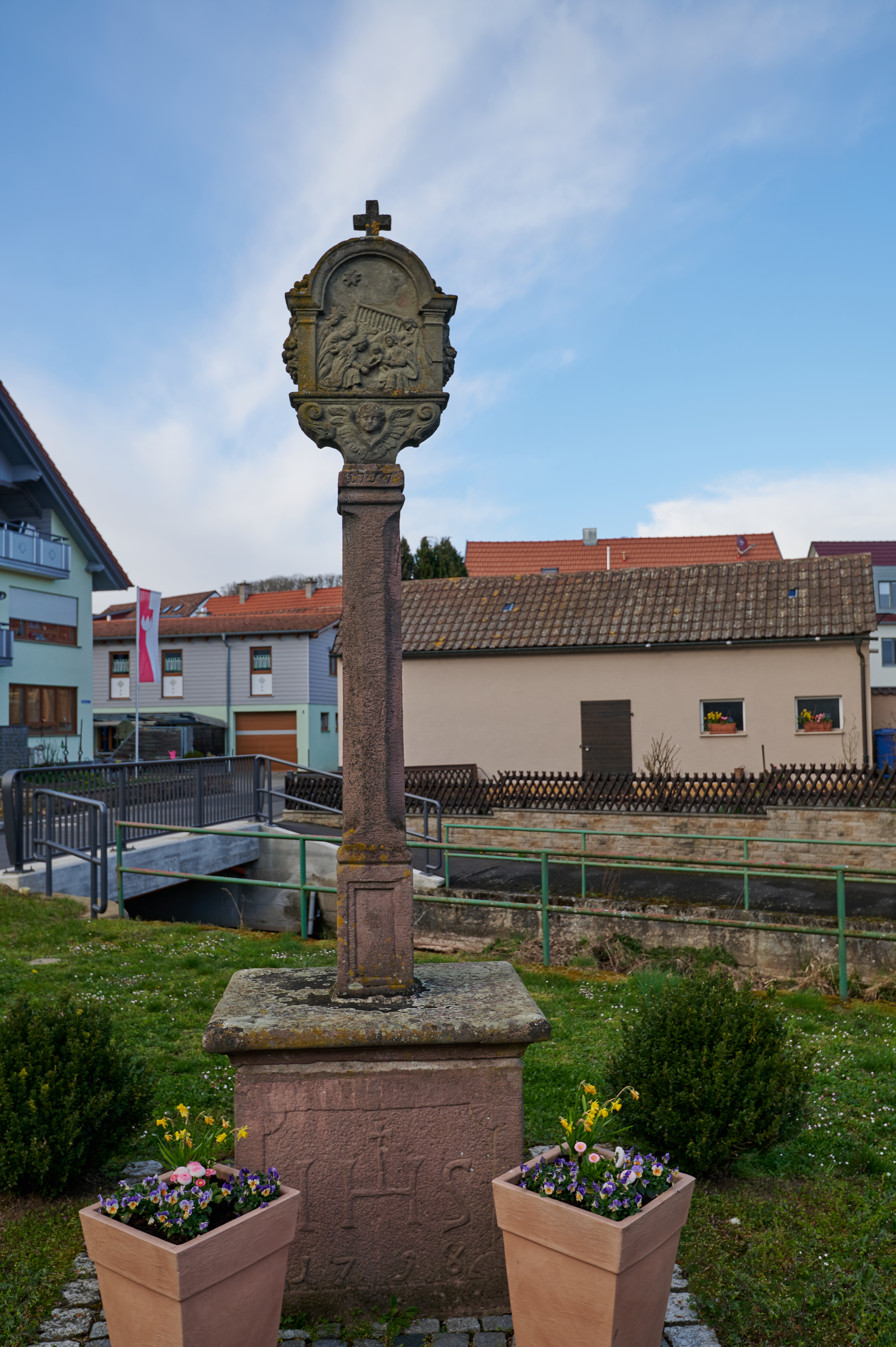
Bildstock in Diebach, Nähe Diebacher Straße.

Der Kreuzdachbildstock Nähe Diebacher Straße befindet sich in Diebach, einem Gemeindeteil der Kleinstadt Hammelburg im Landkreis Bad Kissingen, in der Nähe der Diebacher Straße.
Er gehört zu den Baudenkmälern von Hammelburg und ist unter der Nummer D-6-72-127-85 in der Bayerischen Denkmalliste registriert.

## Beschreibung
Der 305 cm hohe Bildstock besteht aus gelbem Sandstein und entstand im Jahr 1757. Der Bildstock wurde im Jahr 1969 restauriert und wird bei Fronleichnamsprozessionen als Altar geschmückt.
Der Sockel hat die Abmessungen 82 cm × 96 cm × 87 cm und verfügt über eine überstehende Deckplatte. An der Stirnseite des Sockels befindet sich ein Christusmonogramm und darunter die Jahreszahl „1798“. An der Rückseite befindet sich die Jahreszahl „1757“.
Der Bildstock besteht ferner aus einer polygonen Säule mit rechteckigem Säulenfuß, leeren Negativblenden, einem Doppelrelief mit halbrunder Bedachung. Er ist mit einem dreiarmigen päpstlichen Kreuz bekrönt. Das Beschauerrelief zeigt die Anbetung Jesu durch die Heiligen Drei Könige mit dem Stern von Betlehem. An der Rückseite ist ein von Blattwerk umranktes Auferstehungsrelief mit Fruchtgehängen an den Außenflächen der Pilaster zu sehen. Das Basisteil des Kapitell ist mit einem geflügelten Engelskopf verziert; darunter befindet sich die Jahresangabe „1757“.